# كورشنبرويش
كرشنبرويش (بالألمانية: Korschenbroich) هي بلدة ألمانية تقع في ألمانيا في Rhein-Kreis Neuss. يقدر عدد سكانها بـ 33,203 نسمة .

## المدن التوأمة
مدن Canton of Carbonne، Finowfurt وSchorfheide هي مدن توأمة لـكرشنبرويش.

## أعلام
- ألبرت برولز